# Musique Maya
La musique des anciennes tribus mayas est décrite dans des textes autochtones et espagnols du XVIe siècle et est représentée dans l'art de la période classique (200-900 après J.-C.). Les Mayas jouaient d'instruments tels que des trompettes, des flûtes, des sifflets et des tambours, et utilisaient la musique pour accompagner les funérailles, les célébrations et autres rituels. Bien qu'aucune musique écrite n'ait survécu, les archéologues ont mis au jour des instruments de musique et des représentations peintes et sculptées des anciens Mayas qui montrent que la musique était un élément complexe de la structure sociétale et religieuse. La plupart de la musique elle-même a disparu après la dissolution des cours mayas à la suite de la conquête espagnole. Une partie de la musique maya a cependant subsisté et s'est mêlée aux influences espagnoles. 

## Instruments
D'importantes preuves archéologiques d'aérophones mayas précolombiens ont été trouvées dans des endroits tels que Tabasco, Campeche et Jaina. Des sifflets en argile ont été trouvés à Jaina dans des sites funéraires. Ces sifflets ont des embouchures de forme quadrangulaire, rectangulaire, ellipsoïdale et conique. Plusieurs sifflets ont la forme de visages humains, et certains ont la forme d'animaux représentant des divinités mayas.
En dehors des instruments à vent et des percussions, il n'y avait pas une grande variété d'instruments utilisés dans la musique maya classique, car les instruments à cordes tels que les guitares n'ont pas été inventés dans la région. Les souverains décédés étaient souvent enterrés avec des instruments de musique pour les aider à traverser le monde souterrain et à renaître.

### Trompettes
Il existait plusieurs types de trompettes mayas. Certaines étaient faites d'argile et étaient relativement courtes, tandis que les trompettes en bois étaient beaucoup plus longues. Une peinture murale datant d'environ 775 de notre ère, découverte dans le complexe cérémoniel de Bonampak, dans la jungle dense du Chiapas, représente deux trompettistes côte à côte dans un orchestre de 12 musiciens. Cette représentation, ainsi que d'autres représentations artistiques de trompettistes mayas, montre les lèvres des joueurs maintenues très serrées sur l'embouchure, ce qui suggère que les trompettes en bois étaient utilisées pour souffler des harmoniques plus élevées. Si l'utilisation des trompettes en argile a progressivement diminué, celle des trompettes en bois a persisté. « De longues trompettes minces en bois creux avec de longues calebasses tordues aux extrémités » existaient encore au moment où Diego de Landa a écrit sa Relación en 1566.

### Flûtes
Les Mayas utilisaient de nombreux types de flûtes, certaines ressemblant beaucoup aux flûtes modernes et d'autres étant très différentes. Un type courant de flûte maya comportait une chambre de goitre sur le côté, qui servait à dévier l'air entrant dans l'instrument pour l'empêcher de prendre une trajectoire droite. Cela permettait à l'instrument de produire un son plus proche de celui d'un hautbois. Un autre type de flûte utilisé était la flûte tubulaire, capable de produire des accords de 3 notes, un rôle rarement rempli par les instruments à vent. 
Les Mayas jouaient également de l'ocarina, une petite flûte de vaisseau de la taille d'un sifflet. Selon leur construction, les ocarinas étaient capables de produire cinq hauteurs différentes grâce à quatre ou cinq trous dans l'instrument. Selon certaines études et rapports de fouilles d'anciens sites mayas, les ocarinas étaient joués lors de petits rituels cultuels et de cérémonies d'enterrement. Les flûtes plus grandes étaient capables de produire davantage de sons. Le codex de Dresde, un livre datant du treizième ou quatorzième siècle qui contient 78 pages d'anciens hiéroglyphes mayas, représente des images de personnes jouant du tambour et de la flûte. Le modèle 34 du codex de Dresde représente la flûte comme un instrument associé à un rituel de fertilité ou d'action de grâce.

### Percussions

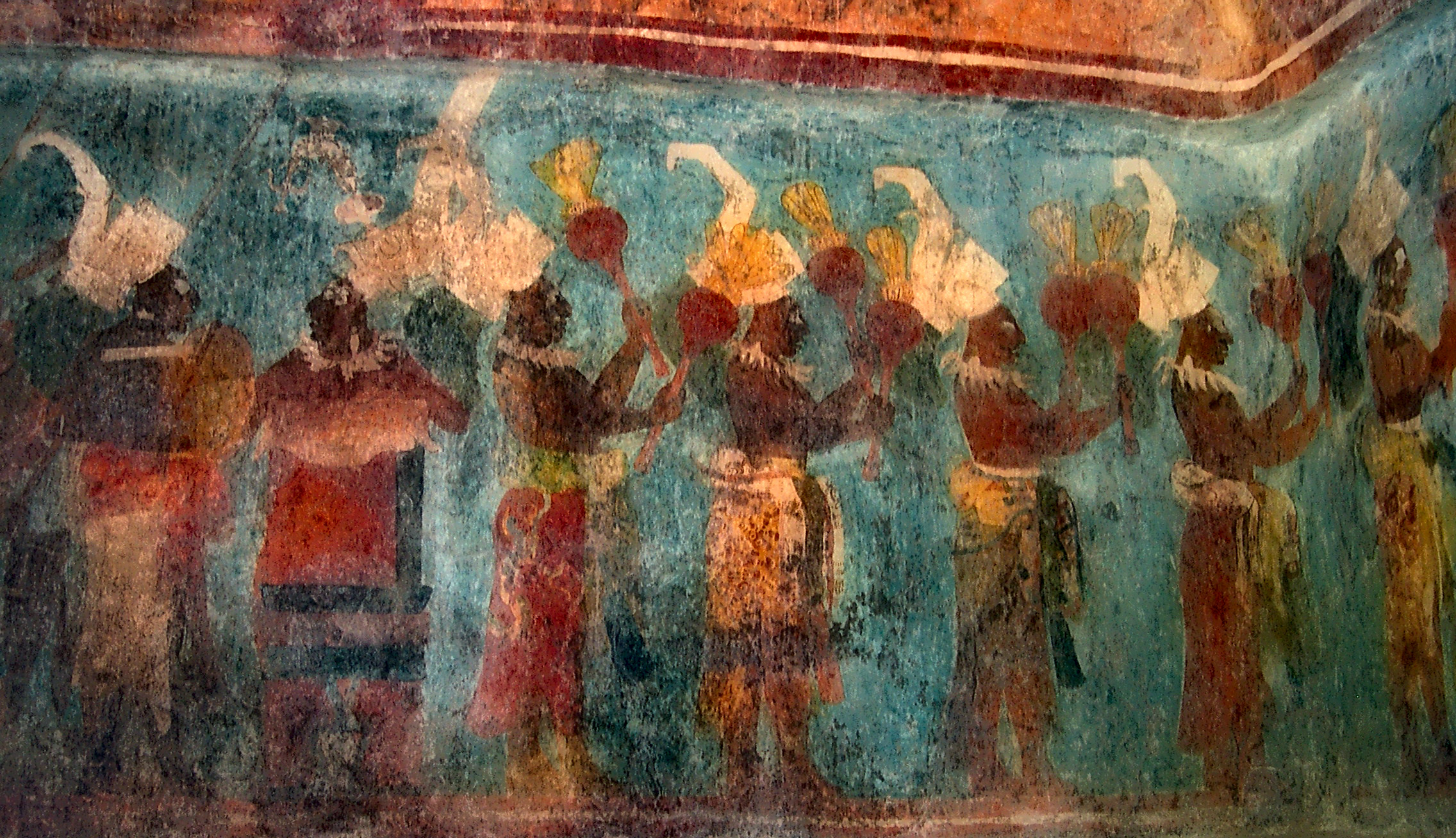
Salle 1 du temple Bonampak, file de musiciens : tambour tortue portable, tambour sur pied et maracas.

Les percussions mayas se composaient généralement de tambours et de hochets. Deux des trois manuscrits mayas précolombiens conservés dans les bibliothèques européennes parlent du kayum, un tambour cylindrique ou en forme de bouilloire à une tête, joué à main nue. Les panneaux supérieur et inférieur du côté 63 (34) du manuscrit de Dresde représentent des divinités jouant des tambours dont les cadres en argile ressemblent aux deux bras d'un candélabre. Les bras sont recouverts d'une peau nouée et la base qui relie les deux bras est remplie d'eau, ce qui permet au joueur de régler la hauteur du son du tambour. Les bras sont recouverts d'une peau nouée, et la base reliant les deux bras est remplie d'eau, ce qui permet au joueur de régler la hauteur du son du tambour. Le Manuscrit de Dresde montre également l'image d'une divinité secouant un grand hochet perforé et d'une autre jouant d'une flûte soufflée. Glyphes représentant le son musical du tambour et de la flûte. 
Les grands tambours verticaux (que les Aztèques appelaient huehuetl) étaient en bois et n'ont pas survécu. Les timbales debout beaucoup plus basses qui ont été trouvées (souvent en forme de jarre bulbeuse sur un piédestal, simple ou double) sont en faïence. Dans les représentations, la membrane est parfois constituée d'une peau de jaguar. Dans le codex de Dresde (34a), datant de la fin du postclassique, le tambour est relié à une chambre de résonance ouverte sans membrane. Un autre type de timbale était portable et se tenait sous le bras.
Les tambours à fente horizontale (tun, teponaztli aztèque) n'apparaissent qu'après la fin de la période classique, probablement sous l'influence des Toltèques. Il existait également des tambours en écaille de tortue et des tambours en écaille de tortue joués avec la main (Herrera), ou avec un bâton tel qu'un bois de cerf. Les instruments métalliques n'avaient généralement pas leur place dans la musique maya classique. L'exception à cette règle était les hochets en forme de cloche, qui représentaient le dieu de la mort. La centaine de crécelles en or trouvées en 1926 dans le puits sacré de Chichen Itza ont été apportées de loin sur le site. Les manuscrits de Dresde et de Madrid représentent des dieux ornés de hochets.

## Performance et signification religieuse
Les manifestations théâtrales, la danse, les rituels et, dans une moindre mesure, même la guerre auraient été impensables sans support musical. Par conséquent, le directeur musical du Yucatán, le holpop, était tenu en haute estime. Les dictionnaires mayas, anciens et plus récents, contiennent de nombreux mots et distinctions liés à la musique, comme, par exemple, Chʼortiʼ lahb « frapper [un tambour] avec la dextérité d'un fabricant de tortillas ».
Le mythe des héros Quiché-Maya du Popol Vuh, datant du XVIe siècle, présente les frères Hun-Batz et Hun-Choven comme des flûtistes et des chanteurs, tout en les décrivant comme des mécènes des autres arts ; les jumeaux héros les transforment en singes en jouant de la flûte et du tambour et en chantant un certain air. Les Frères aînés musiciens correspondent aux dieux singes hurleurs de la période classique. Au cours des périodes classique et préclassique tardive, le dieu du maïs tonsuré (une autre divinité des arts) est intimement lié à un petit tambour tortue portable, la divinité du jour Ik' (vent) est parfois représentée comme un musicien secouant des hochets. En particulier, les tambours, qu'il s'agisse des tambours à fente, des timbales ou des hauts tambours en bois, semblent avoir initié les performances musicales avec des motifs rythmiques spécifiques ou, comme le dit Gerónimo de Mendieta en écrivant sur la musique indigène de la Nouvelle-Espagne, « lorsque les danseurs entendent que les timbales [atabales] commencent, ils comprennent par leur tonalité la chanson et la danse, et la commencent ».
Selon Diego López de Cogolludo, le holpop n'était pas seulement « le chanteur principal qui établit la clé et enseigne ce qui est nécessaire pour chanter », mais aussi le gardien des instruments de musique, en premier lieu les tambours tunkul [horizontaux]. Dans le Rabinal Achí, une pièce de théâtre maya des Highlands, datant du XVIe siècle, le directeur de la scène et de la musique est généralement celui qui joue de l'ancien tambour à fente en bois (tun), accompagné de deux trompettes. La représentation la plus complète d'une performance musicale de la période classique est celle qui figure sur les murs inférieurs d'une salle du temple Bonampak (salle 1). Datant de 791 après J.-C., elle montre une danse royale accompagnée par une file de douze musiciens répartis en sections : paires de grands hochets (5 joueurs), un tambour haut et vertical (1 joueur) , grands tambours tortues portatifs joués avec des bâtons (3 joueurs), longues trompettes (2 joueurs) et hochet et ocarina (1 joueur). Entre les tambours-tortues et les trompettes se trouve un groupe de cinq imitateurs théâtraux entourant une jeune femme noble. 
Les trompettes ont peut-être commencé, et le tambour debout a ensuite pris le rôle principal. Chez les Mayas, les danses de groupe étaient considérées comme hautement sacrées. Selon l'évêque Diego de Landa, les groupes d'hommes et de femmes dansaient séparément et avaient des cérémonies musicales particulières dans lesquelles ils se spécialisaient. De Landa a décrit une danse dans laquelle deux hommes dirigeaient les pas. L'un d'eux lançait des roseaux à l'autre pour qu'il les attrape, tandis que tous deux exécutaient des pas de danse compliqués. De Landa a également assisté à une danse de guerre sacrée, dans laquelle jusqu'à 800 hommes portant de petites bannières suivaient un schéma complexe de pas à l'unisson. 
Certaines des premières danses mayas connues étaient associées à des rituels chamaniques et à des états de conscience altérés. La danse était peut-être un moyen de donner vie et voix aux êtres sacrés à travers le mouvement et le chant du danseur. Associée à la musique et au parfum des offrandes brûlées, la danse était souvent considérée comme la manifestation directe de forces surnaturelles.

## La musique maya aujourd'hui
La musique indigène maya peut encore être entendue aujourd'hui au Yucatán et au Chiapas. Le tunkul (tambour à fente) et le bulalek (tambour à eau) sont joués au Yucatán lors des festivités religieuses chrétiennes. Les Tzotzil et Tzèltal sont des groupes d'indigènes situés sur les hauts plateaux du Chiapas qui ont conservé une grande variété de danses mayas traditionnelles, accompagnées d'une combinaison d'instruments indigènes et européens. L'une de ces danses est la danza del agua, (danse de l'eau) de San Juan Chamula, accompagnée d'un tambour cylindrique à deux têtes et d'une guitare à 12 cordes. Cette danse est exécutée lors des cérémonies catholiques. Parmi les autres danses de cette région, citons le yojualelvinajil, accompagné d'une harpe et d'une guitare à 12 cordes, et le quintajimoltic, une danse de carnaval accompagnée d'un tambour à une tête et d'une flûte de canne. Le tambour est fait d'un pot en argile avec une seule tête en peau qui recouvre l'ouverture du pot.
Une musique régionale connue sous le nom de jarana est jouée aujourd'hui au Yucatán. La jarana a de fortes racines européennes, soulignées par la présence de fanfares et de rythmes Hemiola. Les jaranas sont dansées pour honorer les saints patrons lors de festivités chrétiennes, et sont encore exécutées lors de certains rituels mayas en l'honneur d'anciennes divinités mayas, comme Chaac, le dieu maya de la pluie. Les pratiques chrétiennes ont été intégrées aux rituels mayas. Un autre style de musique est appelé son de maya pax, joué à Quintana Roo, accompagné de violons, de cornets, de caisses claires et de grosses caisses.
Dans les hauts plateaux du Guatemala, la musique coloniale et post-coloniale des Espagnols a fusionné avec la musique indigène maya. Cette musique syncrétique est utilisée pour accompagner les spectacles de danse et les événements communautaires mayas impliquant la danse, le théâtre et la musique. Il existe plusieurs types de pièces de danse des hauts plateaux guatémaltèques, et chaque pièce est caractérisée par un thème (par exemple, la conquête, la chasse et le sacrifice). Aujourd'hui, ces spectacles sont appelés bailes et sont présentés dans l'église centrale d'une ville lors de festivals honorant les saints.
L'une de ces danses est la danse du guerrier Kʼicheʼ, datant de l'ère postclassique. Cette danse était accompagnée de flûtes et de tambours et constituait une cérémonie de musique et de danse avant la bataille. On pense que les flûtes, les tambours et les coquillages retentissaient pendant les batailles dans les hautes terres du Guatemala. Parmi les autres danses, citons la danse du cerf, Baile del Venado, qui associe un thème de chasse indigène à des instruments de musique occidentaux tels que le marimba.